# Snarestone
Snarestone – wieś w Anglii, w hrabstwie Leicestershire, w dystrykcie North West Leicestershire. Leży 25 km na zachód od miasta Leicester i 161 km na północny zachód od Londynu. W 2001 miejscowość liczyła 296 mieszkańców.